# Vafþrúðnismál

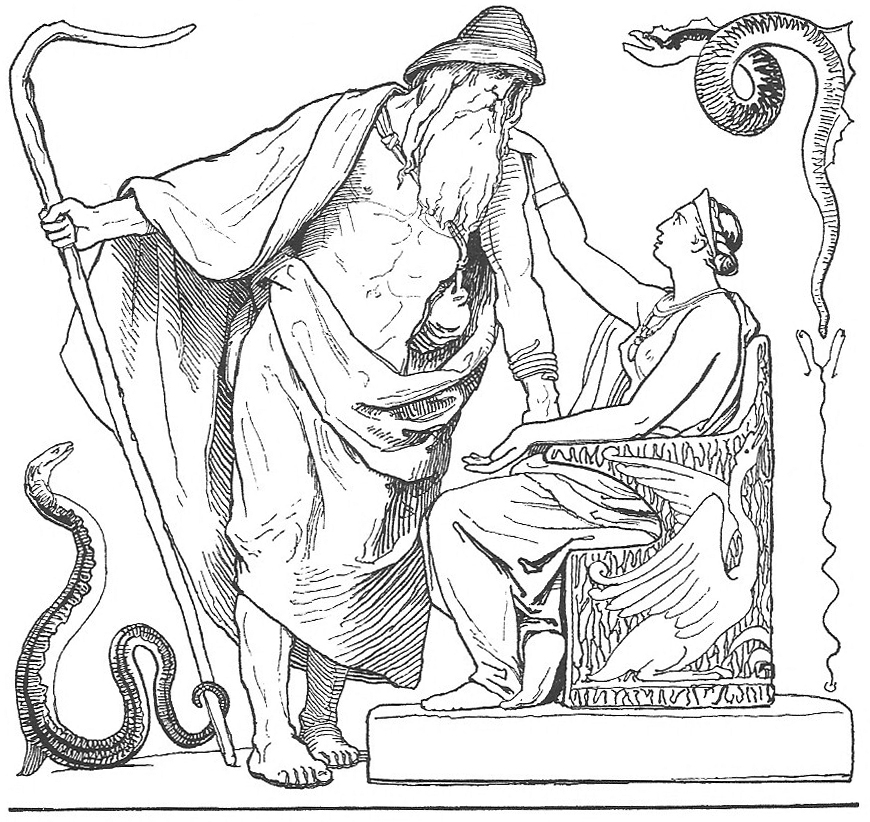
Una rappresentazione di Frigg che chiede a Odino di non andare da Vafþrúðnir (1895) di Lorenz Frølich

Il Vafþrúðnismál (in norreno "il discorso di Vafþrúðnir") è il terzo canto dell'Edda poetica, che segue l'Hávamál ("il discorso di Hár") e precede il Grímnismál ("il discorso di Grímnir") nel manoscritto Codex Regius.
Gli studiosi non sono in accordo sulla sua datazione, ma il testo non sembra distaccarsi come stile dalla Vǫluspá ("la profezia della veggente"), composta intorno alla prima metà del X secolo.

## Contenuto
Il poema è tutto sotto forma di dialogo, eccetto la quinta strofa, che è di tipo narrativo:
Dopo un breve colloquio introduttivo tra Odino e la moglie Frigg, incentrato sulla reputazione di sapienza del gigante Vafþrúðnir, Odino decide di recarsi alla corte di quest'ultimo per disputare con lui una gara di sapienza.
Presentatosi col nome di Gagnráðr, Odino comincia la sua disputa con Vafþrúðnir sul sapere delle cose remote. Per primo il gigante pone al dio quattro domande che stabiliscano chi sia il più saggio dei due. Odino risponde correttamente e quand'è il suo turno di chiedere, rivolge a Vafþrúðnir dodici domande riguardanti la creazione del mondo.
A tutte, il gigante risponde correttamente. Allora il dio pone al gigante altre cinque domande riguardanti la fine del mondo, il Ragnarǫk, nell'ultima delle quali chiede al gigante chi sarà a uccidere Odino nell'ultima Battaglia. Di nuovo il gigante risponde a tutte e finalmente Odino pone la sua ultima domanda, a cui però non è possibile dare una risposta.
Vafþrúðnir capisce allora che il suo avversario non è altri che lo stesso Odino e riconosce la sconfitta.

## Metrica
Il Vafþrúðnismál è un poema gnomico-sapienzale. Nella disputa di sapienza tra il dio e l'antico gigante viene ricapitolata la conoscenza mitica del mondo norreno.
Il metro dell'opera è il cosiddetto lióðaháttr o "metro strofico", che è in genere legato alla poesia sentenziosa, ai testi dai contenuti magico-formulari o proverbiali, e forse risente alla lontana del distico elegiaco (ed epigrammatico) latino, il più comune della poesia norrena. Ogni strofa è formata di quattro versi, divisibili in due unità di due versi ciascuna (le "helmingar") composte da un "verso lungo" alternato ad un "verso pieno".